# Lords of the Realm
Lords of the Realm est un jeu vidéo de gestion développé par Impressions Games et publié par Sierra On-Line en 1994 sur PC et Amiga. Le jeu se déroule au Moyen Âge et relate les affrontements  entre plusieurs seigneurs lors d'une guerre de succession. Le joueur y incarne un prétendant au trône qui doit gérer l’économie, l’agriculture, l’industrie et la population de ses comtés afin de constitué une armée pour conquérir les territoires de ses adversaires. Outre ces phases de gestion, qui se déroulent au tour par tour, le jeu incorpore un système de combats en temps réel. 
À sa sortie, Lords of the Realm est globalement bien accueilli par la presse spécialisée qui met en avant la qualité, la profondeur et la diversité de son système de jeu. Avec plus d’un million d’exemplaires vendus, le jeu est le plus gros succès critique et commercial du studio au moment de son rachat par Sierra On-Line en 1995. Malgré ce succès, son concepteur David Lester le considère comme imparfait. Il décide donc d’en développer une suite avec pour objectif d’améliorer les aspects les moins réussis du jeu, comme son interface graphique ou son système de combat. Baptisé Lords of the Realm II, celle-ci est publiée par Sierra On-Line en 1996. Après la sortie de son extension, le studio développe un nouveau jeu de gestion basé sur le même principe que son prédécesseur mais se déroulant dans un univers médiéval-fantastique. Baptisé Lords of Magic, celui-ci est publié par Sierra en 1997. Le jeu a également bénéficié d’une troisième suite, baptisée Lords of the Realm III, qui est publié en 2004.

## Trame
Le jeu se déroule en 1268, dans un Moyen Âge hypothétique mais réaliste. Il relate les affrontements entre plusieurs seigneurs lors d'une guerre de succession pour le contrôle de l'Angleterre et du Pays de Galles. Le joueur incarne l'un de ces seigneurs et affronte jusqu'à cinq adversaires contrôlés par l'ordinateur.

## Système de jeu
Lords of the Realm est un jeu de stratégie au tour par tour et de gestion dont les combats sont résolus en temps réel. Le joueur incarne un seigneur qui, après la mort du roi, se lance dans la course à la succession face à jusqu'à cinq adversaires. D’abord à la tête d’un unique comté, le joueur doit conquérir tous ceux de ses adversaires afin de se faire couronner roi.

### Gestion
La phase de gestion se déroule au tour par tour sur une carte en perspective isométrique qui représente les comtés et leurs frontières ainsi que leurs capitales et leurs châteaux respectifs. La carte montre également les zones agricoles et les sites de productions qui les entourent ainsi que les marchands qui circulent entre les différentes comtés. Chaque tour correspond à une saison.
Chaque comté dispose de champs, qui permettent de cultivé du blé ou d’élever des vaches ou des moutons, et de différents sites de production comme les exploitations forestières, les mines, les carrières et la forge. Pour gérer sa production, le joueur doit répartir ses paysans entre la culture du blé (plantation au printemps et récolte en automne), l’élevage (de vaches ou de moutons), l’entretien des champs, les différentes industries, la fabrication d’arme et la construction d’une place forte. Outre la production, le joueur doit également gérer la population de ses comtés. Si les paysans meurent de faim, si les taxes sont trop importantes et si le joueur recrute une trop grand proportion de la population dans son armée, leur bonheur baisse sensiblement, ce qui peut provoquer des révoltes,.

## Contenu
Avant de penser à assiéger les châteaux des seigneurs rivaux, il faudra gérer ses propres terres de façon judicieuse et éviter toute révolte paysanne. Les serfs à disposition rempliront diverses tâches, comme la mise en valeur des champs, la récolte des matériaux (pierre, bois, fer) et la fabrication d'armes.
Pour ces dernières taches, les serfs se spécialisent avec le temps, ils deviennent de plus en plus efficaces et donc de plus en plus précieux.
Le jeu est doté d'un éditeur de Château qui permettra de construire du modeste fort à la citadelle imprenable. Le cout en matériaux est si exorbitant qu'il est possible de construire de petites extensions au fur et à mesure.
Une fois que plusieurs comtés sont en votre possessions, il est possible de transférer des biens non stratégiques (blé, vache, mouton, laine) d'un comté à l'autre, les ressources stratégiques (bois, pierre, fer, armes) sont directement apportées à votre trésor.
Il est possible également dans une certaine mesure de déplacer la population d'un comté à un autre à l'aide d'un bug exploit : conscrire 5 fois 50 hommes dans le même tour a un impact minime sur le bonheur, conscrire 250 serfs d'un coup à un impact plus significatif (cela a été corrigé dans LOTR 2). Tout dépend du ratio nombre d'hommes conscrit / population du Comté. Attention, des serfs conscrits sont ajoutés à la population que s'ils sont dispersés sur leurs comté d'origine : il faut donc jouer avec les fusions / divisions de troupes.
À chaque tour, les Comtés ont un événement aléatoire. Il peut être positif (apport de blé), négatif (pertes de vaches) ou neutre. D'une manière générale ces événements sont en lien avec la météo très importante pour la culture du blé. Par ailleurs, le temps est uniformément réparti sur la carte : il est impossible d'avoir un Comté inondé et son voisin victime de sècheresse.

## Accueil

### Critiques
| Lords of the Realm    |      |       |
| Média                 | Nat. | Notes |
| AllGame               | US   | 4.5/5 |
| Amiga Action          | GB   | 86 %  |
| Amiga Concept         | FR   | 82 %  |
| Amiga Format          | GB   | 80 %  |
| Amiga Power           | GB   | 80 %  |
| Computer Gaming World | US   | 4,5/5 |
| CU Amiga              | GB   | 87 %  |
| Gen4                  | FR   | 71 %  |
| Joystick              | FR   | 75 %  |
| The One Amiga         | GB   | 84 %  |

### Ventes
D'après David Lester, le concepteur du jeu, Lords of the Realms s'est vendu à plus d’un million d'exemplaires et est le plus gros succès critique et commercial du studio au moment de son rachat par Sierra On-Line en 1995,.

### Récompenses
- PC Gamer US : Lauréat dans la catégorie « meilleur simulation historique » de l'année en 1994[15].
- Computer Gaming World : Nommé dans la catégorie « jeu de stratégie de l'année » en 1995[16].

## Postérité
Bien Lords of the Realm soit le plus gros succès critique et commercial du studio au moment de son rachat par Sierra On-Line en 1995, son concepteur le considère comme imparfait. Il décide donc d’en développer une suite avec pour objectif d’améliorer les aspects les moins réussit du jeu, comme son interface graphique, son système de combat et sa réalisation. Baptisé Lords of the Realm II, celle-ci est publiée par Sierra On-Line en 1996. Après la sortie de son extension, le studio développe un nouveau jeu de gestion basé sur le principe de son prédécesseur mais se déroulant dans un univers médiéval-fantastique. Baptisé Lords of Magic, celui-ci est publié par Sierra On-Line le 19 novembre 1997. Le jeu se déroule dans le monde d'Urak dans lequel s'affrontent huit seigneurs représentant chacun un élément. Comme Lords of the Realm II, il combine des éléments de stratégie au tour par tour avec des combats se déroulant en temps réel. Son système de jeu se distingue néanmoins de celui des Lords of the Realm par l’ajout d’un système de héros inspiré des jeux de rôles. Une suite baptisée, Lords of the Realm III et développée par Impressions Games, a également été publié par Sierra en mars 2004. Contrairement à ses prédécesseurs, celui-ci se déroule entièrement en temps réel,.